# 刘潇然
刘潇然（1903年10月21日—1999年10月9日），河南偃师人，翻译家（精通德语、英语、日语）、农业经济学家，中国农业经济学的开拓者。曾任浙江大学教授、校务委员会主任。1991年获国务院颁发的首届“社会科学”突出贡献奖。

## 简历
1917年考入河南留学欧美预备学校。1919年参加了五四运动。1924年加入中国国民党，曾任国民党河南省党部组织部长。1927年因反对蒋介石而退出国民党。1931年到早稻田大学求学。1932年春到柏林大学学习。1936年回国后担任国立北平大学农学院农业经济学系副教授。1938年后任国立西北农学院教授兼农业经济系主任，1940年代任国立浙江大学农学院教授。1949年应谭震林的邀请，参与接管国立浙江大学工作，任浙大校务委员会副主任兼代主任。
1950年后历任：
- 杭州市文教委员会主任委员
- 河南省农林厅副厅长兼河南大学农学院院长
- 河南省土地改革委员会副主任
- 河南省人民政府委员
- 中国社会科学院经济研究所研究员
- 马列编译局聘请，从事马克思恩格斯著作翻译四十余年，译著有《马克思论工会》、《马恩通信集》、《马克思(政治经济学>批判大纲》(分五册出版)等[3]

1984年至1990年，他相继翻译出版了德国农业经济学家三部名著：
- 《农业经营经济学》（布林克曼 著）
- 《德国农业经营学说发展史纲》
- 《农业经营学概论》